# Khi Solar One
Khi Solar One (KSO) est une centrale électrique à tour solaire thermique située dans la province du Cap-Nord, à Upington, en Afrique du Sud, d'une puissance de 50 MW. C'est la première centrale à tour solaire d'Afrique du Sud.

## Descriptif
Khi Solar One est la première centrale à tour solaire d'Afrique du Sud.
Selon Abengoa, il s'agit de la première centrale thermique solaire en Afrique et de la première centrale à fonctionner pendant 24 heures avec la seule énergie solaire, mais cela n'est possible que grâce à la baisse de la demande d'énergie pendant la nuit ; à pleine puissance, le stockage ne dure que deux heures.
C'est une évolution des centrales PS10 et PS20, qui fonctionnent respectivement depuis 2007 et 2009 en Espagne. Le champ des miroirs solaires comprend 4 000 unités qui couvrent 57,68 ha ; ils concentrent l'énergie solaire vers le sommet d'une tour de 205 m de hauteur. KSO utilise un dispositif à vapeur surchauffée qui lui permet d'atteindre une température de 530 °C. La vapeur surchauffée accumulée fournit deux heures de stockage thermique. Elle est refroidie par un système de condensation à sec, à tirage naturel, qui utilise des tours pour dissiper la chaleur.
Le projet a été développé par la compagnie espagnole Abengoa, et il a été financé avec l'aide de l'Industrial Development Corporation (IDC) et du groupe communautaire Khi Community Trust.

## Accident
En novembre 2014, une grue s'effondre durant la construction, tuant deux personnes et en blessant sévèrement sept autres. Cet accident est largement responsable du retard de quatorze mois de la mise en service opérationnel,.

## Cessation de paiement d'Abengoa
En novembre 2015, Abengoa est déclarée en cessation de paiement. Khi Solar One fait partie des actifs que l'entreprise envisage de vendre.
Le 27 décembre 2016, Abengoa obtient un Provisional Acceptance Certificate (certificat provisoire d'agrément), remettant officiellement l'installation à son propriétaire Khi Solar One Pty Ltd. Abengoa détient 51 % des actions, Industrial Development Corporation, 29 % et Khi Community Trust, 20 %. Abengoa est chargée des opérations et de la maintenance de la centrale. La production est vendue à l'opérateur Eskom dans le cadre d'un accord (Power Purchase Agreement) d'une durée de vingt ans.
Au début de l'année 2016, Khi Solar One a démontré sa capacité à produire durant vingt-quatre heures consécutives.

## Galerie

Vues aériennes de la centrale
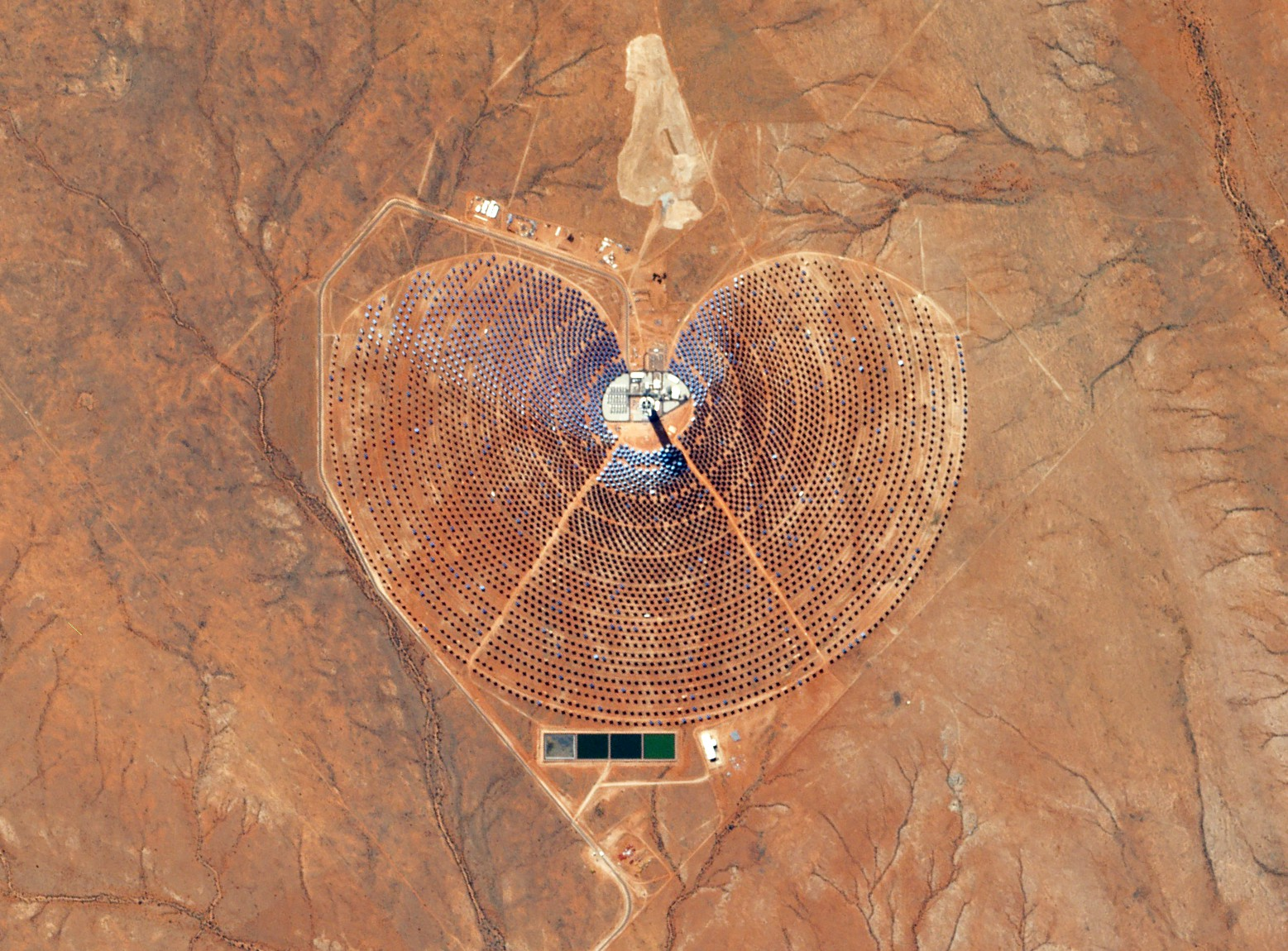
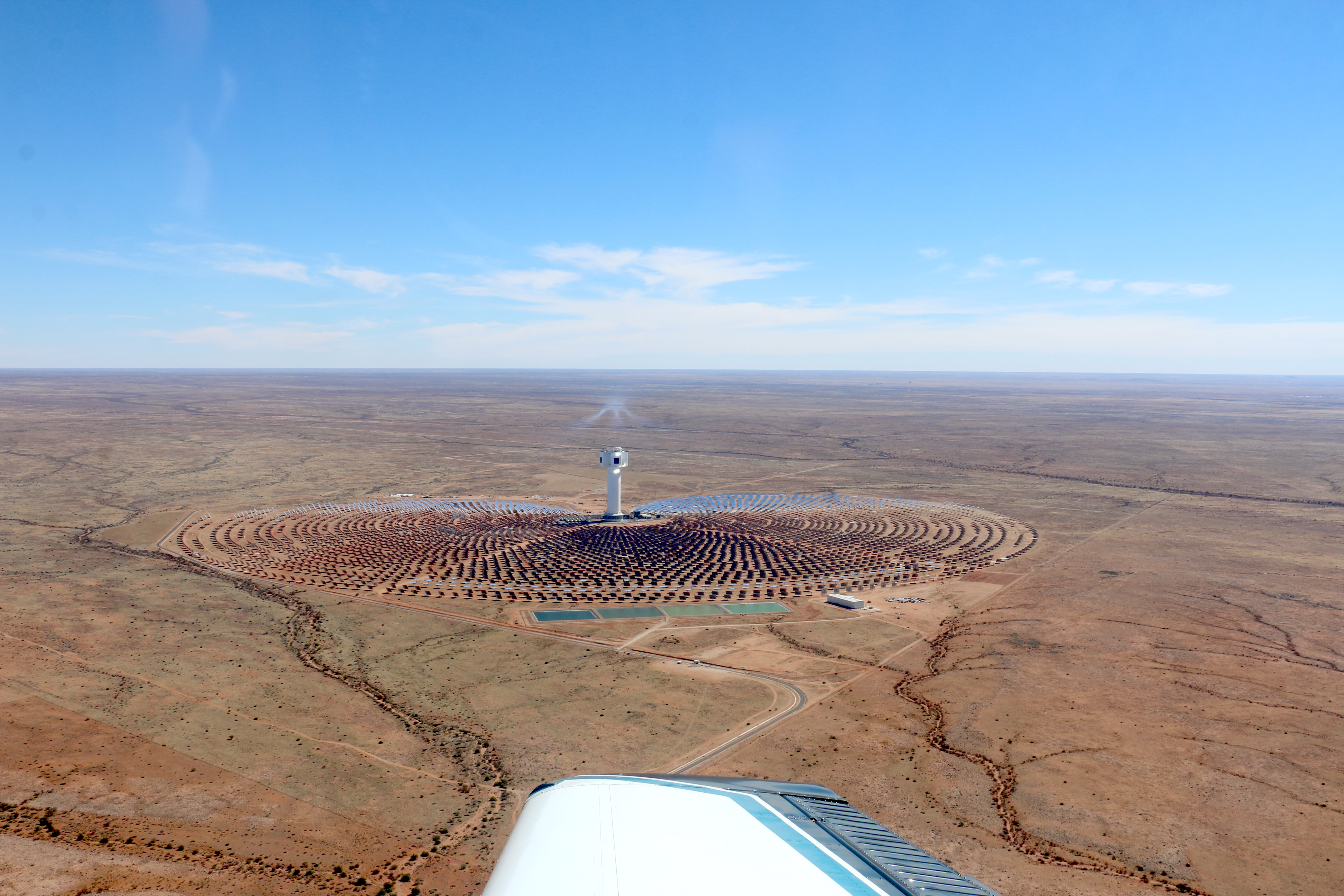